# Nadsiarczan potasu
Nadsiarczan potasu (K2S2O8) – związek nieorganiczny, sól kwasu nadsiarkowego i potasu.

## Właściwości
Nadsiarczan potasu jest bezbarwnym ciałem stałym bez zapachu. Jest silnym utleniaczem. Rozpuszczalność tej soli w wodzie wynosi 52 g/l w temperaturze 20 °C. Nie rozpuszcza się w etanolu. pH jego wodnych roztworów wynosi ok. 4–5 (50 g/l, 20 °C).

## Zastosowanie
Substancja jest stosowana w galwanizerniach, przy produkcji kauczuku syntetycznego oraz w przemyśle tekstylnym. Ponadto nadsiarczan potasu znalazł zastosowanie we fryzjerstwie (jako składnik preparatów rozjaśniających włosy) w przemyśle kosmetycznym, w fotografice i w oczyszczalniach ścieków.

## Toksyczność
Nadsiarczan potasu działa drażniąco na błonę śluzową oczu oraz dróg oddechowych, powodując kaszel, duszności i uczulenia. Może również wywoływać astmę oskrzelową i obrzęki płuc.
Podczas kontaktu ze skórą nadsiarczan potasu powoduje podrażnienia, a często również toksyczne i alergiczne zapalenie skóry.
Po połknięciu substancja wywołuje podrażnienie błony śluzowej ust, gardła, przełyku i przewodu pokarmowego.

## Pierwsza pomoc
Po kontakcie nadsiarczanu z oczami lub skórą należy zmyć ją dużą ilością wody.
Po spożyciu substancji należy podać choremu dużą ilość wody i spowodować wymioty.
Należy również skontaktować się z lekarzem.

## Działanie na organizmy wodne
Nadsiarczan potasu reaguje z wodą, tworząc toksyczne produkty, mogące przedostać się do środowiska. Szkodliwość substancji jest zależna od wartości pH.
Dawki toksyczne dla niektórych organizmów:
- bakterie Pseudomonas putida 36 mg/l
- dafnia (rozwielitka) 357 mg/l/100 h
- gupik 100 mg/l/24 h